# جيفري فرانك
جيفري فرانك (بالإنجليزية: Jeffrey Frank)‏ (1942، بالتيمور في الولايات المتحدة)؛ صحفي وروائي أمريكي.